# Бернгезе
Бернгезе (нід. Bernheze) — муніципалітет у Нідерландах, у провінції Північний Брабант.
Утворений 1994 року під назвою Гес шляхом об'єднання колишніх муніципалітетів Гесвейк-Дінтер та Ністелроде. Наступного року отримав свою сучасну назву.

## Населені пункти муніципалітету
Міста
- Гес

Села
- Ворстенбос
- Гесвейк
- Дінтер
- Лосбрук
- Ністелроде

## Топографія
Нідерландська топографічна карта муніципалітету Бернгезе, червень 2015 року.

## Визначні мешканці
- Люк ван Велі (1972) — нідерландський шахіст і політик
- Санне ван Дейк (1995) — нідерландська дзюдоїстка, бронзова призерка Олімппійських ігор 2020 року.
- Вінсент Янссен (нар. 1994) — нідерландський професійний футболіст

## Галерея

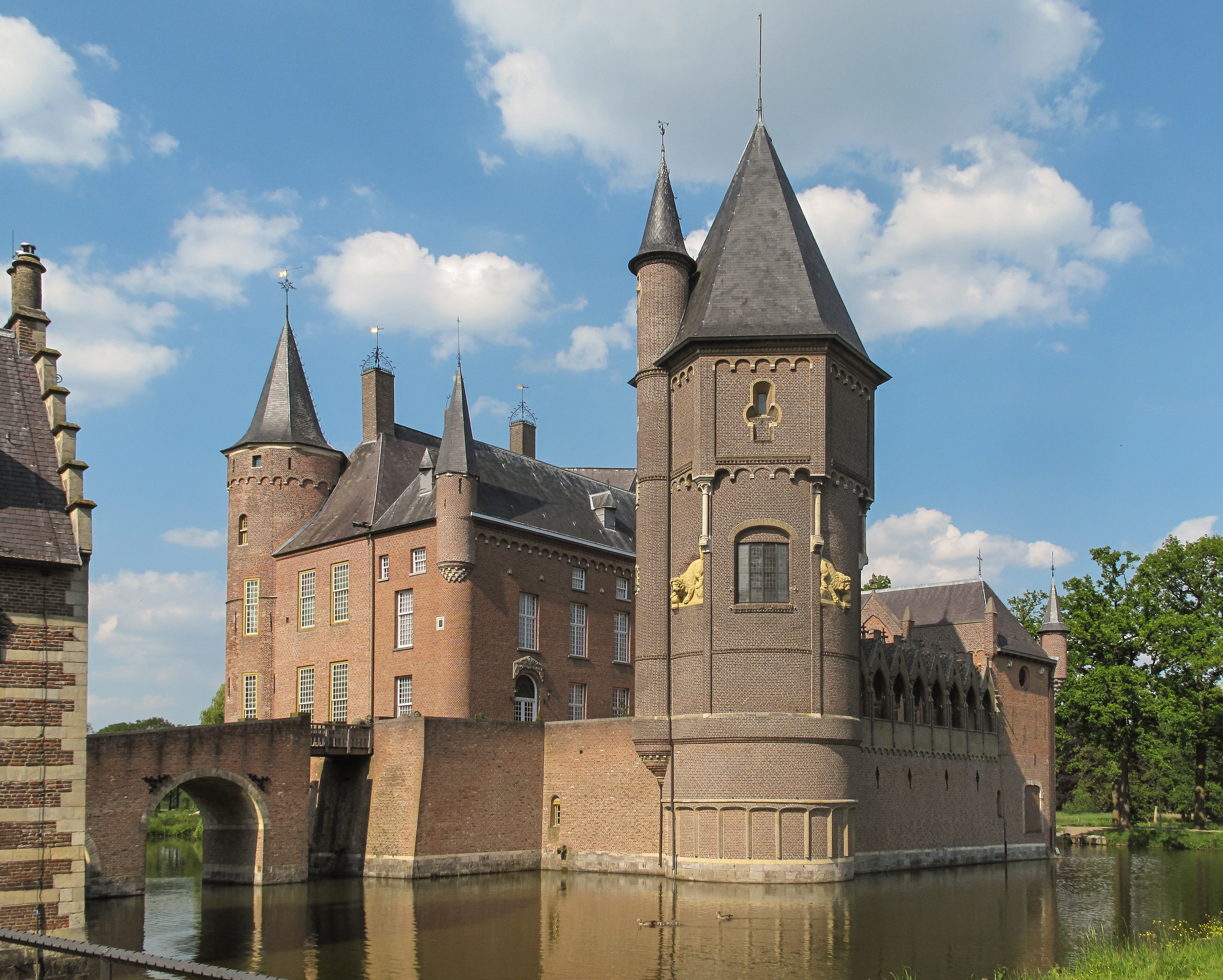
Замок Гесвейк
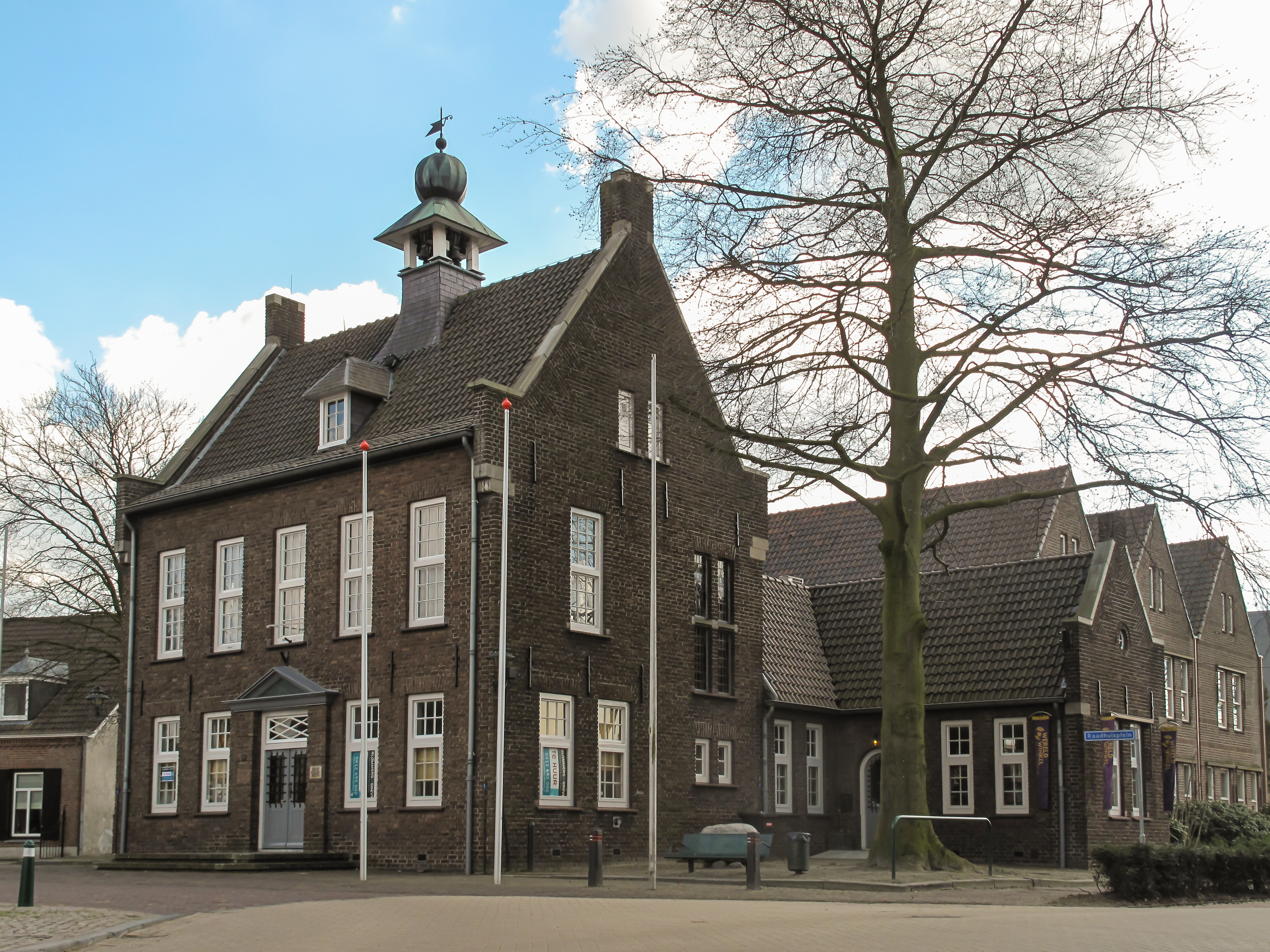
Будинок у Ністелроде
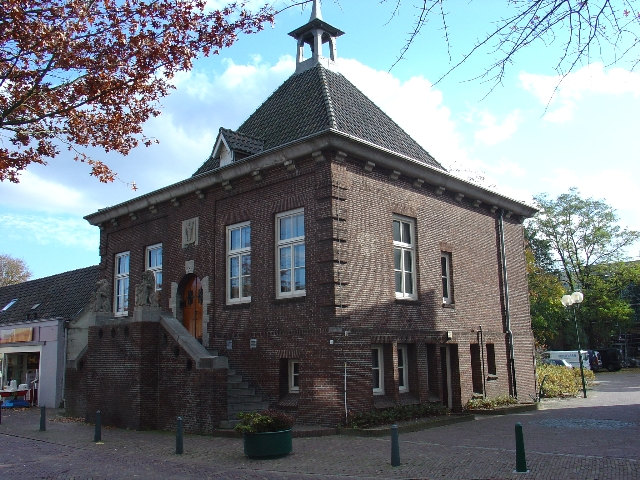
Адміністративна будівля в Гесі
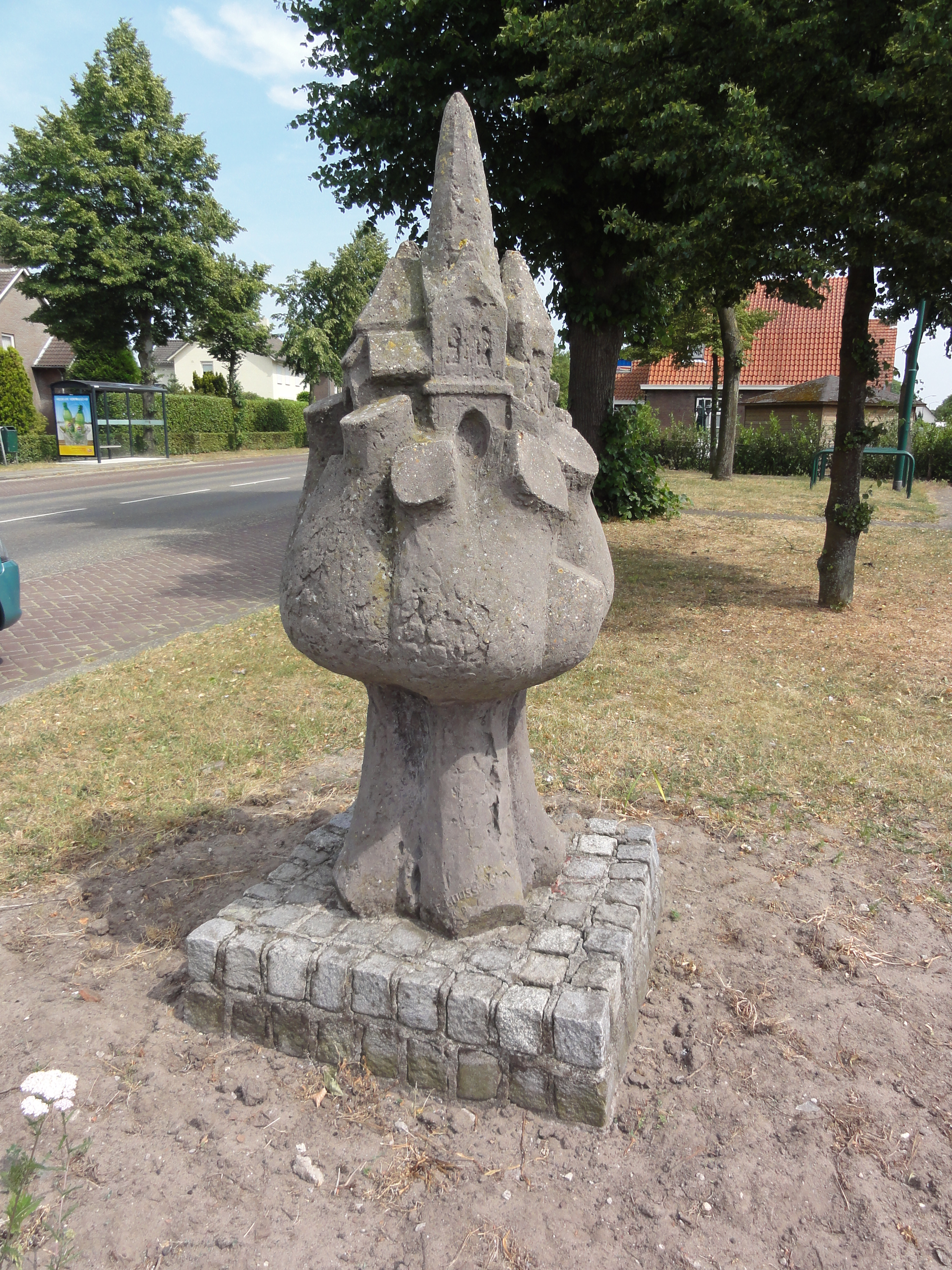
Скульптура в Дінтері